# Province de Pola

Blason

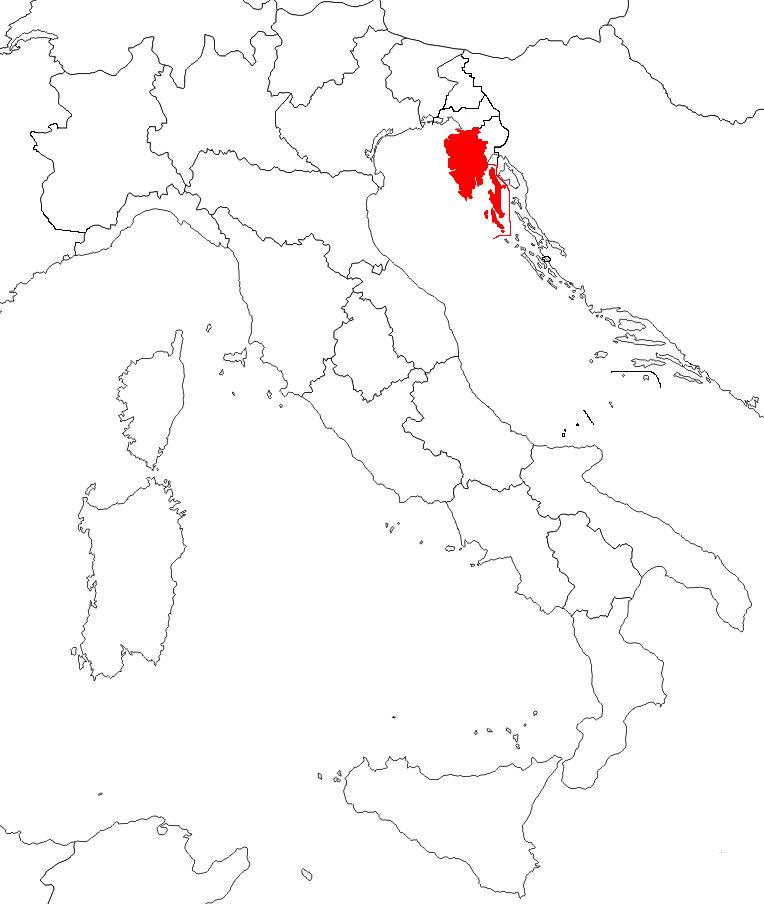
Carte

La province de Pola est une province du royaume d'Italie qui a existé de 1923 à 1945. Son chef-lieu était Pola, l’actuelle Pula, en Istrie.
En 1938, la province a été divisée en 41 municipalités. Elle avait une superficie de 3 718,30 km2 avec une population de 294 492 habitants et une densité de 80 hab./km2.

## Les langues
- l'italien, la langue officielle
- le vénitien
- l'istriote
- l'istro-roumain
- le slovène
- le croate